# Nikolai Michailowitsch Kotschergin
Nikolai Michailowitsch Kotschergin (* 1897 in Moskau; † 1974 in Leningrad) war ein sowjetischer Grafiker und Buchillustrator.
Kotschergin lernte bis 1918 an der Moskauer Stroganow-Schule. Während des Bürgerkrieges veröffentlichte er Propagandaplakate und Rosta-Fenster. Ab 1922 lebte er in Petrograd/Leningrad. 1923 wurde er Mitglied der Revolutionären Künstlervereinigung AKhRR. Nach dem Zweiten Weltkrieg widmete er sich der Illustration von Kinderbüchern.

## Quelle
- Nikolai M. Kochergin, New Gallery Art Funds (englisch)